# Michala Petri
Michala Petri (født 7. juli 1958 i København) er en dansk blokfløjtespiller og en af nutidens største virtuoser på sit instrument. Fra hun var ganske ung, har mange komponister skrevet blokfløjtemusik til hende. Hun blev 2012 udnævnt til adjungeret professor ved Det Kongelige Danske Musikkonservatorium.
Hun debuterede som solist i Tivolis Koncertsal i 1969 og studerede derefter i Hannover i Tyskland. I løbet af sin internationale karriere har hun arbejdet sammen med så forskellige musikere og dirigenter som James Galway, Keith Jarrett, Gidon Kremer og Claudio Abbado.
Hendes repertoire strækker sig fra den tidlige barokmusik til helt moderne kompositioner.
Hun var gift med Lars Hannibal i 18 år, fra 1992 til 2010. De optræder stadig sammen i koncertsammenhænge. Hun danner nu par med komponisten Sunleif Rasmussen.
Michala Petri har høstet internationale topanmeldelser og både nomineringer og priser blandt andet to Grammy-nomineringer, tre Echo-musikpriser og Årets Danske Klassiske Udgivelse.[kilde mangler]
I 2000 modtog hun også Léonie Sonnings Musikpris i 2000 og blev tildelt den europæiske kulturstiftelse Pro Europas solistpris i 2005.[kilde mangler]
Michala Petri er datter af Hanne Petri.

## Hædersbevisninger
- 1969: Jacob Gades Legat[3]
- 1975: Jacob Gades Legat[4]
- 1981: Tagea Brandts Rejselegat
- 1997: Deutscher Schallplattenpreis (Echo-musikpris), Konzerteinspielung des Jahres
- 1998: H. C. Lumbye prisen
- 1998: Wilhelm Hansen Fondens hæderspris[5]
- 2000: Léonie Sonnings Musikpris[2]
- 2002: Deutscher Schallplattenpreis (Echo-musikpris), Kammermusik-Einspielung des Jahres
- 2010: Ridderkorset af 1. grad af Dannebrogordenen[6]
- 2012: Deutscher Schallplattenpreis (Echo-musikpris), Welt-Ersteinspielung des Jahres